# David-Laserscanner
 (mai 2011).
Si vous disposez d'ouvrages ou d'articles de référence ou si vous connaissez des sites web de qualité traitant du thème abordé ici, merci de compléter l'article en donnant les références utiles à sa vérifiabilité et en les liant à la section « Notes et références ».
 (février 2013).
David-Laserscanner est un logiciel pour le scan 3D avec un laser. Il est disponible gratuitement et sous licence. Il permet de scanner et de numériser des objets en 3 dimensions à l'aide d'une caméra (exemple : webcam), un laser ligne (différent du laser point)[Quoi ?] et deux plans de calibration derrière. Le laser peut être tenu à la main pour obtenir le résultat alors que David-Laserscanner génère en temps réel le modèle 3D et l'affiche à l'écran. Le modèle 3D obtenu peut être exporté en fichiers standard (.obj)[Quoi ?]. Le logiciel est aussi capable de capturer la texture et de l'appliquer sur le modèle 3D. La version complète permet d'aligner et de fusionner les différents scans capturés depuis des directions différentes.
Les dernières versions du logiciel permettent de scanner en lumière structurée : Scanner 3D à lumière structurée. Il faut alors disposer d'un vidéoprojecteur (ou équivalent) pour projeter les franges sur l'objet à scanner.